# Хартлинг, Поуль
Поуль Хартлинг (дат. Poul Hartling, род. 14 августа 1914 — 30 апреля 2000) — датский государственный и политический деятель. Премьер-министр Дании с 19 декабря 1973 по 13 февраля 1975, и с 1978 по 1985 верховный комиссар ООН по делам беженцев.

## Детство и образование
Поуль Хартлинг сын Мадса Хартлинга (Mads Hartling), министр образования в 1947-1949. Оба его родителя работали учителями. В 1939 он окончил учёбу на теологическом факультете и в 1945 стал учителем. Потом он работал и священником и учителем. В 1959 он стал ректором педагогического училища.

## Политическая деятельность
В 1957 Поуль Хартлинг был избран в Фолькетинг в качестве члена партии Венстре-(Левое—Venstre). В выборах 1960 он не был переизбран, а на следующих выборах его опять избрали. 
В 1965 Поуль Хартлинг вступил в должность председателя Венстре. В 1968 он формировал правительство вместе с радикальным Левым (Det radikale Venstre) и  Консервативной Народной Партией. Поуль Хартлинг не стал премьер-министром в этом правительстве, а стал министром иностранных дел. Главой правительства стал Хилмар Баунсгорд. Проиграв выборах 1971, правительство ушло в отставку. 

## Премьер-Министр
Но после так называемых «Выборов Оползеня» декабря 1973 Поуль Хартлинг стал премьер-министром Дании. Его правительство имело самую узкую паламентарную поддержку в датской истории. Члены Венстре только заняли 22 места из 175 мест в парламенте. Но правительство Поуля Хартлинга всё-таки могло работать, потому что в парламенте не было и большинства против правительства.
В выборах 1975 Поуль Хартлинг почти удвоил число мест Венстре в парламенте, но он всё-таки не смог сформировать правительство потому, что он не хотел быть зависимым от популистской партии, а именно от партия прогресса (Fremskridtspartiet).

## Международный деятельность Хардлинга
После ещё поражения в выборах 1977 Поуль Хартлинг покинул политику. Через год он стал верховным комиссаром ООН по делам беженцев. В 1981 ему, от имени Управления Верховного комиссара ООН по делам беженцев, присудили нобелевскую премию мира. В 1985 он ушёл с должности верховного комиссара.

## Смерть
Поуль Хартлинг умер в 2000 и похоронен в Хорсхольме.